# Ananda Samarakoon
Egodahage George Wilfred Alwis Samarakoon (Colombo, 13 gennaio 1911 – Colombo, 2 aprile 1962) è stata una compositore e musicista singalese.
Ha composto l'inno nazionale dello Sri Lanka "Namo Namo Matha" ed è considerato il padre della musica artistica singalese e fondatore della moderna Sinhala Geeta Sahitya (letteratura canora) dello Sri Lanka. Si suicidò nel 1962.